# Station Olpuch
Station Olpuch is een spoorwegstation in de Poolse plaats Olpuch.